# Un disco per l'estate 1988
L'edizione 1988 de Un disco per l'estate, ribattezzata Saint Vincent Estate '88, è stata trasmessa in diretta dal Palais di Saint Vincent.
Ci furono dei collegamenti con il castello di Fénis, dove i cantanti italiani già affermati cantarono dal vivo.
La "Grolla d'oro" fu vinta da Fiorella Mannoia, che interpretò Il tempo non torna più, mentre tra le sei "Nuove Proposte" si impose Jo Chiarello, che conquistò la "Grolla d'argento" con il brano Come nasce un nuovo amore.
La sigla della kermesse era Nomadi di Franco Battiato.

## Partecipanti

### Big
- Fiorella Mannoia: Il tempo non torna più (1º classificata dai 29 giornalisti accreditati, vince la "Grolla d'oro")[2]
- Aida: Mia mamma (2º classificata)
- Mike Francis: Still I'm Running Back to You (3º classificato)
- Nino Buonocore: Con l'acqua alla gola
- Sergio Caputo: Non bevo più tequila
- Raf: Svegliarsi un anno fa
- Gianni Bella: Due cuori rossi di vergogna
- Sabrina Salerno: My Chico
- Scialpi: Pregherei
- Spagna: Every Girl and Boy
- Michele Zarrillo: Dovrei pentirmi
- Franco Battiato - recital in collegamenti con il castello di Fenis
- Ivano Fossati - recital in collegamenti con il castello di Fenis

### Nuove Proposte
- Jo Chiarello: Come nasce un nuovo amore (1ª classificata, vince la "Grolla d'argento")[2]
- Stefano Ruffini: Mary Maria
- Sergio Laccone: Attenti ai marziani
- Anna Bussotti: Il cielo
- Laura Valente: Blu notturno
- Paola Turci: Ragazza sola, ragazza blu